# Далекоизточна сардина
Далекоизточните сардини (Sardinops melanostictus) са вид актиноптери от семейство Селдови (Clupeidae).
Срещат се главно в Японско море, до Камчатка на север и северните части на Южнокитайско море на юг. Достигат дължина от 30 сантиметра и маса от 140 грама, продължителността на живота им е около 8 години.